# Karl William Kapp
Karl William Kapp (Königsberg, 27 ottobre 1910 – Ragusa, 10 aprile 1976) è stato un economista tedesco, tra i maggiori fondatori dell'economia ecologica e uno dei più importanti economisti istituzionali del XX secolo.

## Biografia
Figlio di August Wilhelm Kapp, che era un insegnante di filosofia, nacque a Königsberg, nel 1946 annessa all'URSS e chiamata Kaliningrad.
Kapp si è diplomato presso l’Università di Hamm dove suo padre era preside
Kapp è stato uno dei fondatori dell'economia ecologica, esponente dell'"istituzionalismo critico" e dell'"umanesimo razionale", una corrente di pensiero scientifico sociale che sostiene una netta interdipendenza tra le scienze e la vita umana. Per Kapp la scienza deve operare in direzione della realizzazione di due principi di valore irrinunciabili: il mantenimento della possibilità della vita per l’uomo sul pianeta e la minimizzazione della sofferenza umana. Anticipando molte tesi sviluppate in seguito dai movimenti ambientalisti negli anni 60, egli ha criticato una gestione puramente tecnocratica di questi problemi (i tecnici si comprano e si vendono) e di avere lavorato invano alla realizzazione di un “processo decisionale razionale”, che vedesse la massima partecipazione e il massimo coinvolgimento democratici.
Con la sua "teoria dei costi sociali dell’iniziativa privata" egli individuava nella finalizzazione per il profitto la ragione principale del degrado dell’ambiente naturale e sociale, sempre considerati come strettamente connessi.
È stato un oppositore della compartimenta(lizza) zione della conoscenza nelle scienze sociali in generale (vedi Kapp (1961),
La svalorizzazione della scienza ambientale, dell'ecologia, da parte della politica rappresenta un grave errore dal punto di vista della conservazione dell'ecosistema e della sopravvivenza degli ambienti e dei loro abitanti.
Grave errore/orrore che permane nei settori conservativi della società, nei loro rappresentanti politici, e si pianifica nel via libera all'economia di mercato come volàno del benessere e soluzione delle crisi. In realtà sappiamo e vediamo ogni giorno aggravarsi la nostra vivibilità, peggiorare la condizione economica che si vorrebbe risolvere secondo i principi e gli aggiustamenti dell'economia.
L'economia è un sottoinsieme rispetto alla società e questa è a sua volta un sottoinsieme del mondo fisico naturale (vedi Joan Martinez Alier e Tommaso Luzzati)
Nel 1933, a causa del nazismo in Germania, riparò a Ginevra
A Ginevra Kapp incontra le persone della Scuola di Francoforte; a seguito di problemi con le leggi della Prussia emigrò negli Stati Uniti; qui s’iscrisse all'Istituto per la Ricerca Sociale presso la Columbia University di New York City. Nel 1937 riceve una borsa di studio.
Dal 1938 al 1945 fu un docente di Economia presso la New York University e la Columbia University di New York. Dal 1945 al 1950 è stato Professore Associato di Economia presso l'Università Wesleyan a Middleton, Connecticut.
Dal 1950 al 1965 è stato professore di Economia presso l'Università della città di New York. Nel 1950 fu tra i primi membri della Society for General Systems Research, così come tra i membri fondatori dell'Associazione per Evolutionary Economics (afee). Nel 1965, tornato in Svizzera, insegnò all'Università di Basilea; fu visiting professor presso l'École Pratique des Hautes Etudes, alla Sorbona, Parigi, e professore di economia presso l'Università di Basilea fino al 1976, anno in cui fu colto da un fatale attacco cardiaco durante una Conferenza a Ragusa, in Croazia.